# Дрейер, Мартин (регбист)
Мартинус Кристоффель Дрейер (англ. Marthinus Christoffel Dreyer), более известный как Мартин Дрейер (англ. Martin Dreyer; род. 21 августа 1988 года, Рюстенбург) — южноафриканский регбист, столб.

## Биография
Мартин воспитанник «Блю Буллз», за который дебютировал в 2006 году на молодёжной неделе. Затем он присоединился к академии «Леопардов», за которую выступал в первенстве до 19 и до 21 года. В 2011 Дрейер сыграл свой первый матч на взрослом уровне. В 2013 году попал в молодёжную сборную (название: South Africa President’s XV) и участвовал в турнире молодёжных сборных в Тбилиси, победителем которого и стал. В 2014 году в составе «Стормерз» дебютировал в Супер Регби. Сезон 2015—2016 провел во французском клубе «Дакс» из Про Д2. По окончании сезона возвращается в ЮАР, сначала в «Блю Буллз», а после идет на повышение в «Буллз» из Супер Регби. В дальнейшем Мартин переходит в «Саутерн Кингз» из Про14 и защищает их цвета на протяжении 3-х сезонов. В 2018 году получил серьёзную травму колена. В конце 2019 года присоединился к столичной «Славе». Покинул команду летом 2021 года.